# Mausolée de Sükhbaatar
Pour les articles homonymes, voir Sukhbaatar.

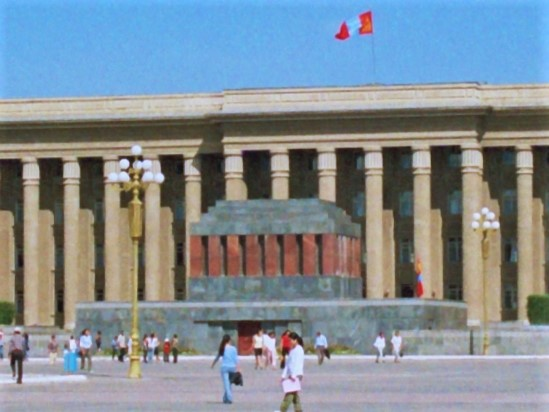
Mausolée de Sükhbaatar à l'époque où il était encore situé devant le Saaral Ordon, le palais gouvernemental.

Le mausolée de Sükhbaatar était un monument funéraire situé à Oulan-Bator, capitale de la Mongolie, sur le côté nord de la place Sükhbaatar. Ce mausolée était consacré au héros national Damdin Sükhbaatar.

## Histoire
Sükhbaatar est considéré comme l’âme de la révolution mongole de 1921. Après sa mort en 1923, il est inhumé au cimetière national Altan-Ölgii, situé à l'est de la capitale. 
Le 9 mai 1952, quelques mois après la mort de Horloogiyn Choybalsan, principal dirigeant communiste du pays, le bureau politique du comité central du Parti révolutionnaire du peuple mongol décide de la construction d'un mausolée pour abriter les restes de Sükhbaatar et Choybalsan. Conçu par l'architecte B. Chimed, il est inauguré le 8 juillet 1954.
En 2004, les corps des deux dirigeants sont retirés du monument pour être incinérés selon les rituels du clergé bouddhiste et leurs cendres sont déposées au cimetière Altan-Ölgii, dans un monument funéraire plus modeste. L'année suivante, le mausolée est démonté pour laisser place à un lieu consacré à Gengis Khan.
En 2013, la place, qui tenait son nom du mausolée, prend le nom de « place Gengis Khan ». Une statue équestre de Sükhbaatar demeure au centre de la place.

## Description
Le sol à l'intérieur du mausolée était recouvert de marbre.